# صداهای طبیعی
صداهای طبیعی (به انگلیسی: Natural sounds)، به هر صدایی گفته می‌شود که توسط جانداران ناانسان و همچنین صداهایی که توسط منابع طبیعی و غیرزیستی در صدانگاری محیط معمولی آنها ایجاد می‌شود. مقوله‌ای است که تعریف آن برای بحث باز است. صداهای طبیعی یک فضای آکوستیک ایجاد می‌کنند.
تعریف صدانگاری محیط را می‌توان به سه بخش تقسیم کرد: زمین‌آوایی، صداهای طبیعی غیرزیستی که شامل اثرات آب توسط یک جریان یا امواج در اقیانوس، اثرات باد در درختان یا علف‌ها، و صدای تولیدشده توسط زمین، به عنوان مثال، یخچال‌ها، بهمن‌ها و زلزله‌ها. زیست‌آوایی، همه صداهای ناانسان و غیرخانگی که از یک زیستگاه نسبتاً دست‌نخورده سرچشمه می‌گیرند و انسان‌آوایی، همه صداهای تولیدشده توسط تلاش انسان، خواه موسیقی، تئاتر، یا الکترومکانیکی است.